# Komeet 73P/Schwassmann-Wachmann
73P/Schwassmann-Wachmann of Schwassmann-Wachmann 3, is een komeet die uit elkaar valt.

## Ontdekking
Komeet Schwassmann-Wachmann 3 werd ontdekt door Arnold Schwassmann en Arno Arthur Wachmann, van de Sterrenwacht Hamburg te Bergedorf, Duitsland. De ontdekking was toevallig (serendipiteit): de sterrenkundigen zochten naar een planetoïde op fotografische platen op 2 mei 1930. De jaren daarna raakte men de komeet kwijt.

## Periode en baanelementen
73P/Schwassmann-Wachmann heeft een periode van iets meer dan 5 1/3 jaar en benadert de aarde elke 16 jaar. De doorsnee van de kern werd geschat op 1100 meter.

## Uiteenvallen
In 1995 begon 73P uiteen te vallen in vijf grote brokken die met 73P-A, B, C, D en E worden aangegeven. In maart 2006 waren ten minste acht brokken bekend: B, C, G, H, J, L, M & N. Op 18 april 2006 fotografeerde de ruimtetelescoop Hubble tientallen stukken van de brokstukken B en G. De komeet viel verder uiteen bij zijn terugkeer in het binnenste deel van het zonnestelsel op 1 mei 2006 vanwege opwarming door de zon. Blijkbaar valt de komeet helemaal uit elkaar zodat hij ten slotte niet meer waarneembaar zal zijn. Dit lot trof ook 3D/Biela in de 19e eeuw. Dan verandert zijn naam van 73P in 73D.
Eind april en begin mei 2006 passeerden de brokken de aarde op een kortste afstand van 11,9 miljoen km op 12 mei, dus 0,08 AU. In 1930 kwam de komeet even dichtbij langs en veroorzaakte een meteorietenregen van 100 meteorieten per minuut. In 2005 legden P. A. Wiegert et al. uit dat een herhaling onwaarschijnlijk is.

## Sonde
In 2022 komen de fragmenten waarschijnlijk dichterbij dan in 2006, maar de precieze baan was onbekend in 2006.
De komeet zou bezocht worden door de Contour ruimtesonde op 18 juni 2006, maar de sonde begaf het na lancering.

## Foto's

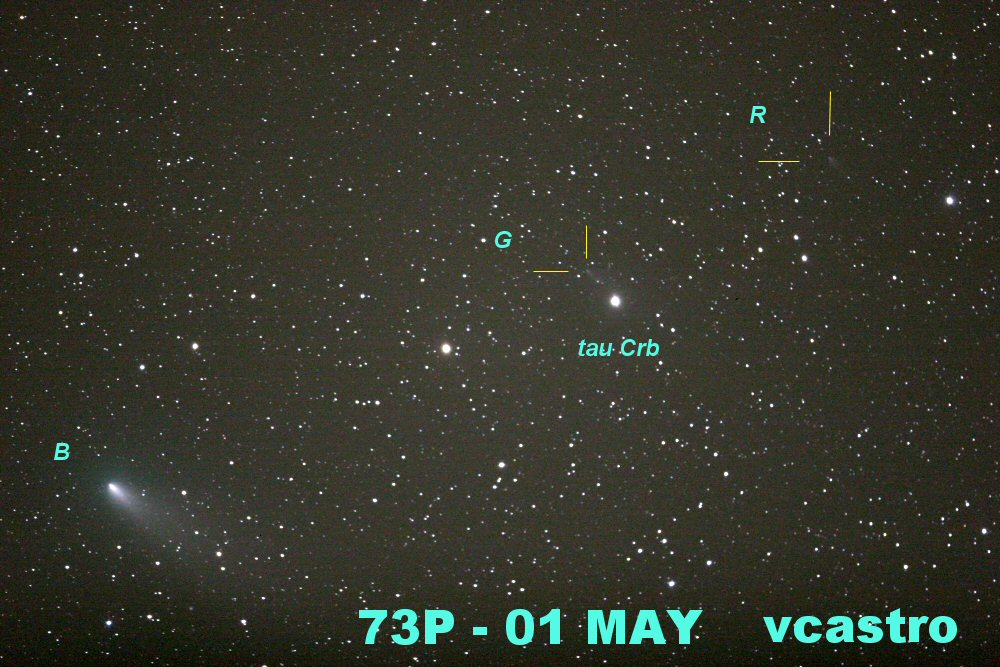
Brokken B, G en R van 73P met de ster Tau Coronae Borealis, 1 mei 2006.
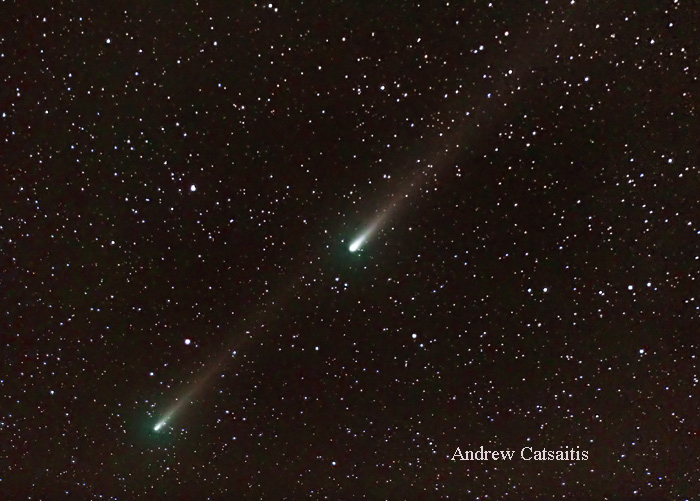
Foto van Andrew Catsaitis van componenten B en C van Komeet 73P/Schwassmann-Wachmann 3, 31 mei 2006.
Component B door de Hubble Space Telescope. Als videoclip Video clip
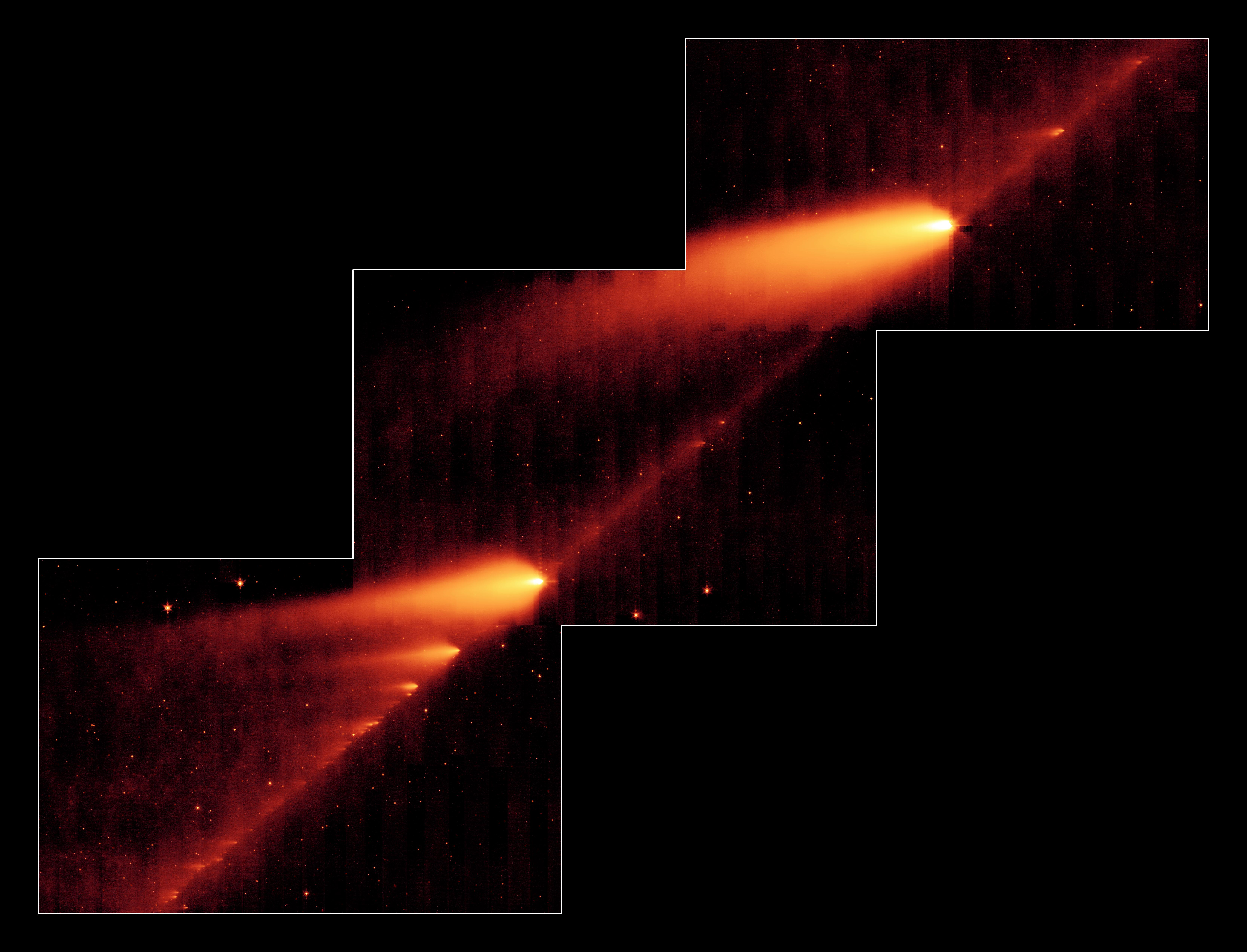
Foto door de Spitzer Space Telescope